# Diglossa
Diglossa là một chi chim trong họ Thraupidae.